# Subdoligranulum
Subdoligranulum è un genere di batterio appartenente alla famiglia delle Clostridiaceae.